# Záblatský rybník
Záblatský rybník je rybník v Jihočeském kraji, který je sedmý největší v celém Česku. Je třetí největší v okrese Jindřichův Hradec. Leží poblíž obce Záblatí. Vodní plocha má plochu 310 ha. Dosahuje hloubky 3 m. Leží v nadmořské výšce 427 m. Hráz je dlouhá 1400 metrů a je porostlá staletými duby (obvod až 5,4 metru). Je jedním z nejvýnosnějších třeboňských rybníků.

## Vodní režim
Mezi obcí a rybníkem protéká Zlatá stoka, do které voda z rybníka odtéká. Přítok ze Zlaté stoky je umožněn díky stupni u Záblatského mlýna. Kromě ní vodu přivádí také potok od rybníka Námětek, stoka z Ptačího blata, dále voda přitéká z povodí Dubenského potoka. Na severozápadě se do rybníka vlévá Ponědražský potok a od Lhotského dvora drobná vodoteč. Výpust rybníka tvoří podobně jako u rybníka Dvořiště kamenná štola, zde ale menších rozměrů (1 krát 1,8 metru), která je hrazena dvěma dřevěnými lopatami.

## Historie
Podle některých pramenů rybník existoval už ve 14. století – měl být napájen ze Dvořiště a ze Záblatského měl být napojen rybník Bošilecký. Tato soustava měla zaniknout s výstavbou Zlaté stoky, ale je těžké si něco takového představit, zvlášť proto, že každý rybník vlastnil někdo jiný. Jisté je, že rybník dal nejpozději vybudovat v letech 1475–1479 Zdeněk ze Šternberka na potoce Stojčíně. Patří mezi nejstarší rybníky na Třeboňsku. V roce 1513 byl rozšířen za Petra V. z Rožmberka třeboňským "fišmajstrem" Štěpánkem Netolickým. Mezi lety 1580–1582 hráz zvýšil a zpevnil Jakub Krčín. Díky tomu mohl ještě o něco rozšířit rozlohu Záblatského rybníka. Tím byla zaplavena ves Německá Lhota (jihozápadně od dnešního Lhotského dvora) tvořená 8 grunty. Rybník nově přejmenoval na Oplatil, ale toto jméno se podobně jako jiné Krčínovy názvy neujalo a rybník byl pro všechny lidi znovu Záblatským.

## Ochrana přírody
V západní části rybníka a jeho okolí se nachází přírodní rezervace Záblatské louky.